# Lueng Manyo
Lueng Manyo is een bestuurslaag in het regentschap Aceh Tamiang van de provincie Atjeh, Indonesië. Lueng Manyo telt 515 inwoners (volkstelling 2010).